# Грабовецкий, Владимир Васильевич
Владимир Васильевич Грабовецкий (24 июля 1928 — 4 декабря 2015) — украинский учёный, историк. Доктор исторических наук (1968 г.), профессор (1980 г.). Заслуженный деятель науки и техники Украины (1995 г.), дважды отличник образования Украины (1997 г., 2000 г.), почётный профессор кафедры украинистики Украинского государственного университета (г. Москва, 2003 г.), почётный доктор Ужгородского национального университета (2005 г.), почётный профессор Прикарпатского национального университета имени Василия Стефаника (2007 г.), почётный заведующий кафедры истории Украины Прикарпатского национального университета имени Василия Стефаника, почётный член 12 научных и образовательно-гражданских обществ, награждён 35 правительственными, общественными и вузовскими почётными грамотами и дипломами.

## Биография
Грабовецкий родился 24 июля 1928 года в посёлке Печенежин Станиславовского воеводства в семье крестьянина-ткача, участника национально-освободительных противостояний 1918—1920 годов.
Начальное образование получил в родном селе, учился в Коломыйской украинской гимназии (1939 г.), малой Духовной семинарии во Львове (1942—1944 гг.), в Винниковской средней школе рабочей молодёжи (1946—1947 гг.), окончил исторический факультет Львовского государственного университета имени Ивана Франко (1952 г.), после чего работал учителем в Винниках.
В Винниках академик Владимир Грабовецкий провёл свою юность (1942—1956 гг.). Учёный жил и учился здесь, а потом работал учителем, завучем, директором Винниковской средней школы рабочей молодежи, изучал историю Винников, принимал участие в местных шевченковских вечерах.
По случаю празднования 20-летия со времени создания Винниковского историко-краеведческого музея за весомый вклад в исследование истории Винников 7 июля 2011 года Грабовецкому было присвоено звание «Почётный гражданин Винников».

О пребывании Грабовецкого в Винниках вспоминает местный житель Ярослав Шпаковский: 
Я же припоминаю, когда Грабовецкий впервые приехал в Винники, то привлекал внимание своей колоритностью. Ведь он имел наряд настоящего гуцула, топорик и шляпа с перьями. Поэтому люди сразу же обращали на него внимание, а дети орали с увлечением «Гуцул»! А ещё господин Грабовецкий имел большое желание петь в церкви, поэтому приходил к моему отцу домой, чтобы овладеть знаниями дяковства, церковного пения, и т. д. Отец терпеливо передавал ему своё умение. Был определённый период, когда будущий академик, зарабатывая на кусок хлеба, торговал в нашем городе газированной водой. А я, маленький мальчик, помогал ему в этом.
С 1953 года Грабовецкий работал старшим научным сотрудником отдела истории Украины Института общественных наук АН УССР во Львове.
4 декабря 2015 года в г. Ивано-Франковск в возрасте 87 лет Владимир Грабовецкий скончался.

## Научная деятельность
Научно-педагогическая деятельность Грабовецкого делится на два периода — львовский и ивано-франковский.
22 года работал во Львове (1953—1975 гг.). С 1975 года работает в Прикарпатском национальном университете имени Василия Стефаника. С 1990 года возглавлял 17 лет кафедру истории Украины.
В 1958 году защитил кандидатскую, а в 1968 году — докторскую диссертации. Получил научное звание старшего научного сотрудника (1962 г.).
Опубликовал более 1000 научных и научно-популярных работ, среди которых 45 монографий, 75 отдельных изданий, 900 статей по истории Украины, в том числе и Прикарпатья, автор шести опубликованных «Очерков истории Прикарпатья» (1992—1995 гг.) и трилогии «Иллюстрированная история Прикарпатья» (2002—2004 гг.), две монографии о жизни и творчестве и памяти Маркиана Шашкевича и Тараса Шевченко (2006—2007 гг.).
Пятьдесят лет исследовал научную проблему «Карпатское опрышковство XVI—XIX вв.» и биографию лидера движения, Олексы Довбуша, издал о нём 150 работ и в течение полувека собирал историко-литературно-художественные экспонаты, на базе которых смог открыть Ивано-Франковский государственный историко-мемориальный музей Олексы Довбуша (1995 г.). Кроме того, был инициатором и организатором установки памятника и памятных знаков на месте, где родился и погиб народный герой (1971, 1980, 1988 гг.), организовал музей истории города Ивано-Франковска и музей кафедры истории Украины в Институте истории и политологии Прикарпатского национального университета имени Василия Стефаника.
Научные труды печатались в ряде стран Европы и Америки. Владимир Грабовецкий создал Прикарпатскую историческую школу.

## Награды
Полный кавалер ордена «За заслуги» (I степень — 2015, II — 2008, III — 1998), кавалер Ордена Почета (1989), награждён 6 медалями, в том числе серебряной медалью по случаю празднования тысячелетия христианства на Украине (1988 г.) и золотой медалью по случаю 2000-летия Рождества Христова (2000 г.).
Постановлением президента АНВШ Украины от 19 декабря 2004 года за монографию «Иллюстрированная история Прикарпатья» академику Владимиру Грабовецкому присуждена премия (номинация «Монография»).
Лауреат премии имени Ивана Вагилевича (1991 г.), имени Ивана Крипякевича (1998 г.), имени Василия Стефаника (2001 г.).
Почётный гражданин 10 городов и сёл Прикарпатья и Львовщины за написание монографий по истории этих населённых пунктов.

## Личная жизнь
Был женат, имел дочь которая живет в городе Львов, когда профессор Грабовецкий умер еего тело три часа лежало на улице из-за конфликта с дочерью он не общался в результате чего невозможно было организировать транспортировку тела покойного в морг